# HC Tilburg
HC Tilburg is een hockeyclub uit Tilburg. Deze kwam voort uit een fusie tussen de voormalige clubs TMHC Tilburg (1925) en TMHC Forward (1930) op 6 juli 2011. Met 2447 leden (per 31-10-2015) werd HC Tilburg de op een na grootste hockeyclub van Nederland.
In de zomer van 2013 is een zevende veld aangelegd. Met de afronding van de nieuwbouw van het clubhuis in 2014 zijn alle werkzaamheden van het fusieproces afgerond.
Vanaf seizoen 2012-2013 spelen de teams hun wedstrijden in het nieuwe tenue. Dit tenue bestaat uit een wit shirt met argentina blue-strepen op de mouwen, donkerblauwe broek/rok en witte sokken.
Sinds de fusie komt het eerste damesteam uit in de Promotieklasse. Op 29 mei 2013 promoveerde het eerste Herenteam van de club naar de Hoofdklasse door in de beslissende play-off wedstrijd SCHC te verslaan.

## Palmares

### Mannen
- Landskampioen:
  - 1960 en 1970